# ロンドン・ブリッジ・エクスペリエンス
ロンドン・ブリッジ・エクスペリエンス(The London Bridge Experience)とは、ロンドンにある観光名所のテーマパーク。

## 概要
記録がのこる限り、テムズ川にかかる最古の橋であるロンドン橋とその周辺の2,000年にわたる暗黒の歴史を俳優たちと各種の特殊効果を使ったツアーでユーモアを交えて再現する。
類似のテーマのロンドン・ダンジョンが大掛かりな設備を使用しているのに対してこちらはトンネル内に人形などを設置して俳優の演技に重点を置いている。
ロンドンパスで入場できる。